# Гисін Олександр Олексійович
Олександр Олексійович Гисін (6 серпня 1949, Москва, СРСР — 16 березня 1993) — радянський хокеїст, воротар.

## Біографічні відомості
Вихованець московського «Спартака». У складі юніорської збірної Радянського Союзу — чемпіон Європи 1969 року. Чотири сезони був дублером Віктора Зінгера. У цей час «спартаківці» здобували перемоги у чемпіонаті і кубку СРСР. У вищій лізі провів 36 матчів. Майстер спорту. У сезоні 1971/1972 захищав кольори київського «Динамо» (перша ліга).

## Досягнення
- Чемпіон СРСР (1): 1969
- Віце-чемпіон СРСР (1): 1970
- Володар кубка СРСР (1): 1970

## Статистика
| Сезон   | Клуб               | Ліга  | І  | ПГ | КН | ШХ |
| ------- | ------------------ | ----- | -- | -- | -- | -- |
| 1966-67 | «Спартак» (Москва) | вища  | 2  |    |    |    |
| 1967-68 | «Спартак» (Москва) | вища  | 3  |    |    |    |
| 1968-69 | «Спартак» (Москва) | вища  | 11 |    |    |    |
| 1969-70 | «Спартак» (Москва) | вища  | 20 |    |    |    |
| 1971-72 | «Динамо» (Київ)    | перша | 4  |    |    |    |